# Anne Anderson
Anne Anderson (1874—26 de maig de 1952) va ser una il·lustradora escocesa, coneguda principalment per les seves il·lustracions de llibres infantils art nouveau, encara que també va pintar, gravar i dissenyar targetes de felicitació. El seu estil de pintura va estar influenciat pels seus contemporanis, Charles Robinson i Jessie Marion King. Va estar casada amb el també il·lustrador Alan Wright (1864-1959).

## Biografia
Nascuda a Escòcia el 1874 de James i Grace Anderson, Annie "Anne" Anderson i els seus germans —quatre germans i una germana, Grace— van passar la seva infantesa a l'Argentina. En arribar a l'edat adulta, l'Annie i la Grace van anar a Anglaterra a buscar feina. El 1910, Annie es podia permetre el luxe de comprar una casa de camp a Berkshire.
Es va casar amb l'artista Alan Wright el juny de 1912 a Berkshire, i vivien a la casa de camp que havia comprat dos anys abans. Tot i que van col·laborar en molts projectes, Anne es considerava la força impulsora. El seu marit havia tingut una carrera exitosa com a il·lustrador fins que va treballar en un llibre per al denigrat baró homosexual Corvo el 1898. Aquest llibre va causar un escàndol que va arruïnar la reputació de Wright. Després d'això, la seva oportunitat de treballar es va reduir, però va continuar contribuint a les il·lustracions de la seva dona.
Les seves il·lustracions de llibres van començar a aparèixer al final de l'era eduardiana. Les seves il·lustracions es poden trobar en llibres infantils i anuals com Blackie's i Cassell's, a Royal Doulton Xina, i s'utilitzaven amb freqüència en postals.

### Galeria

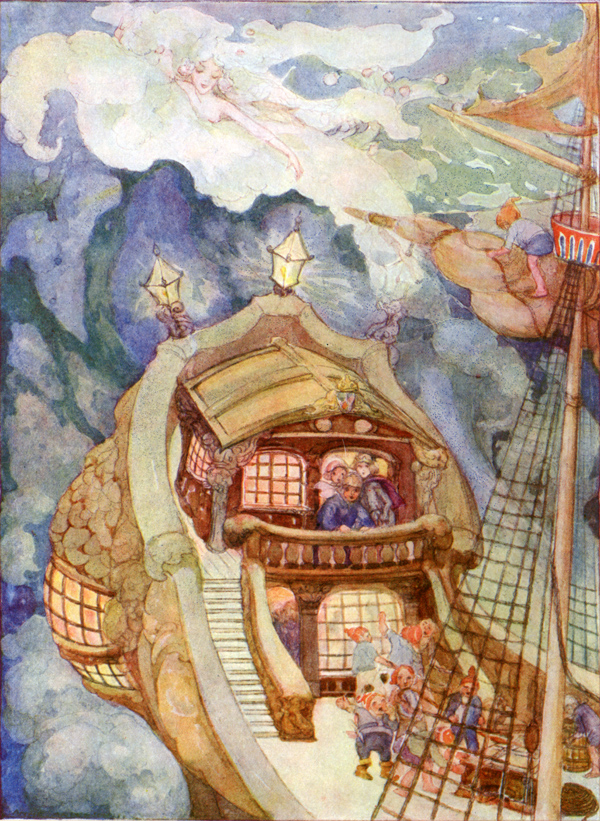
The Little Mermaid
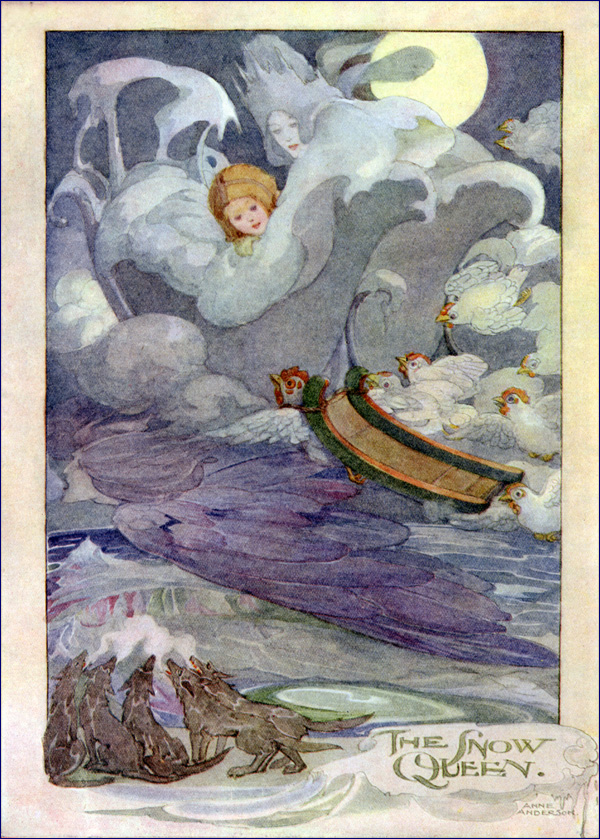
The Snow Queen
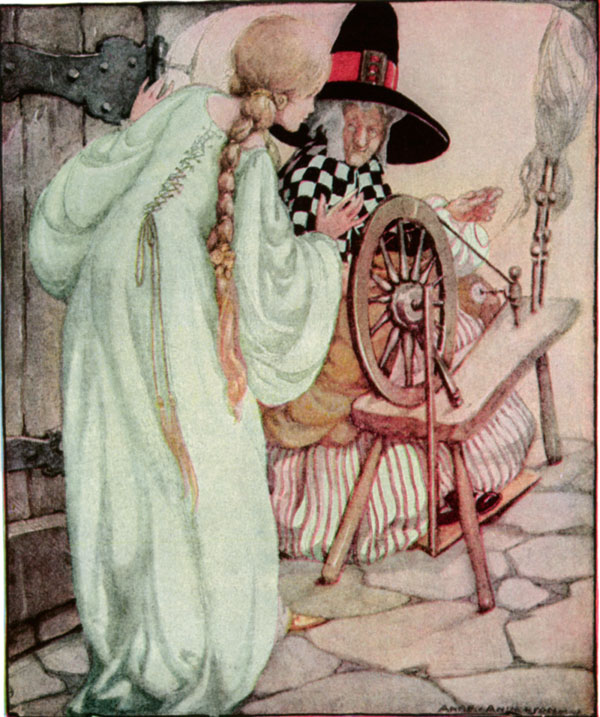
Briar Rose
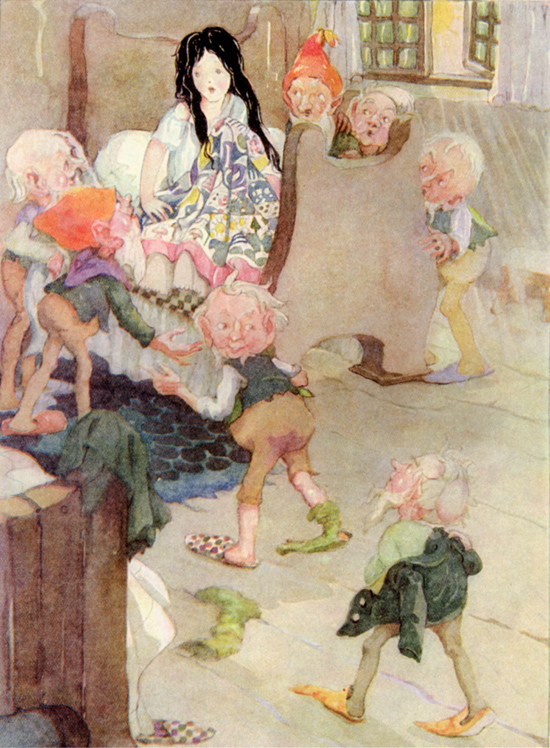
Snow White
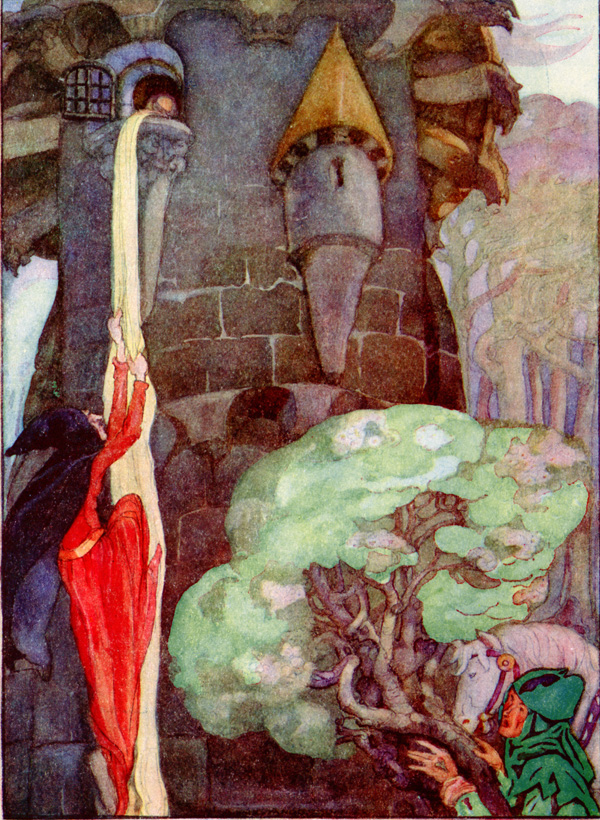
Rapunzel
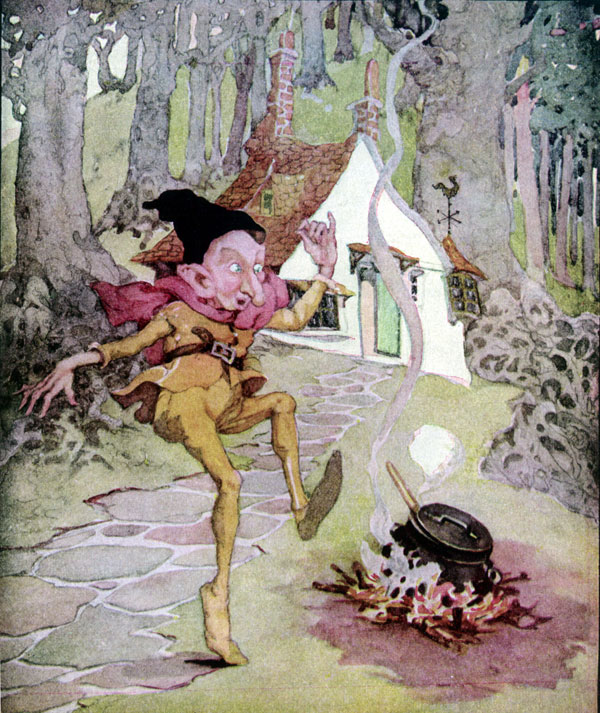
Rumplestiltskin
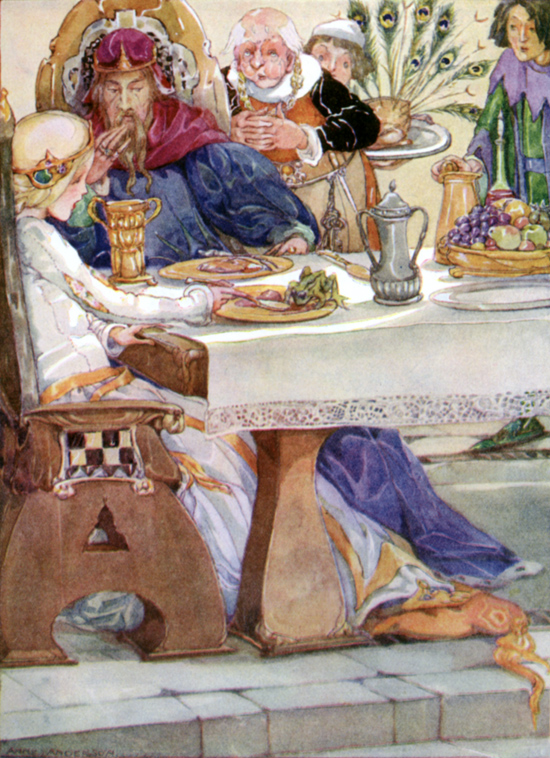
The Frog Prince
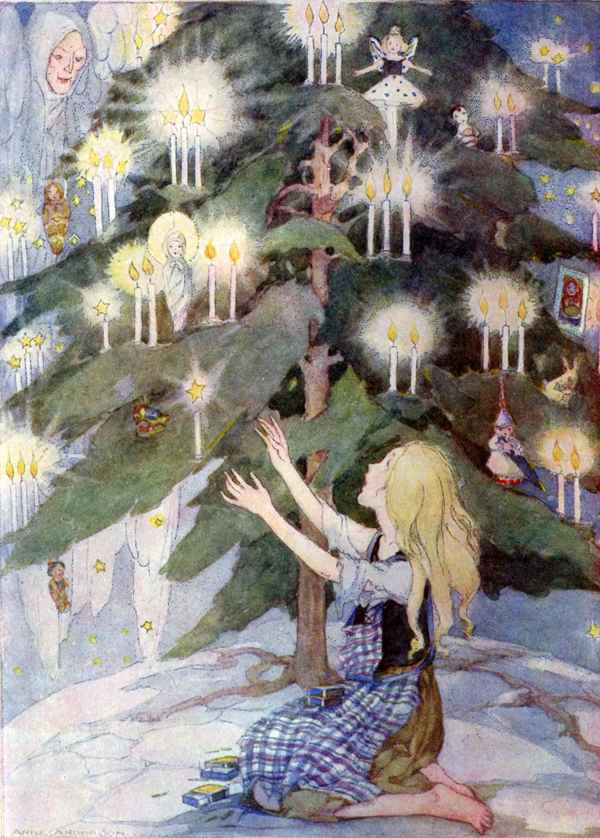
The Little Match Girl
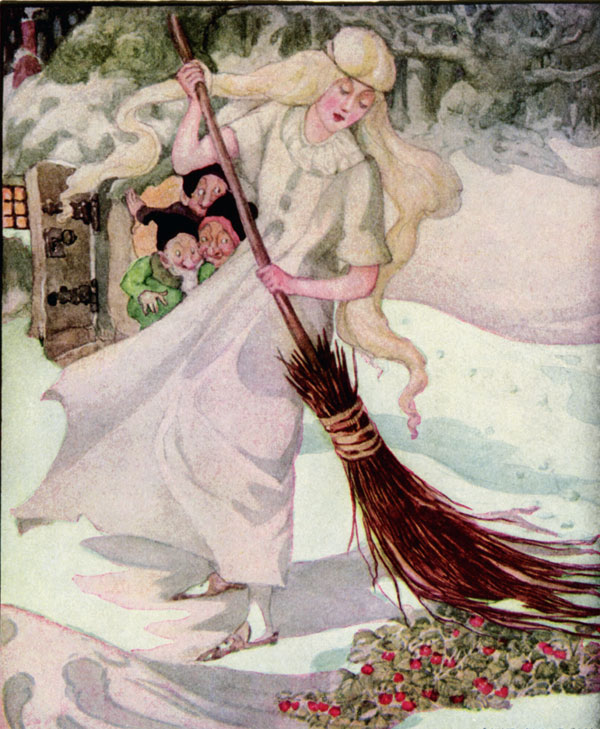
The Three Dwarfs
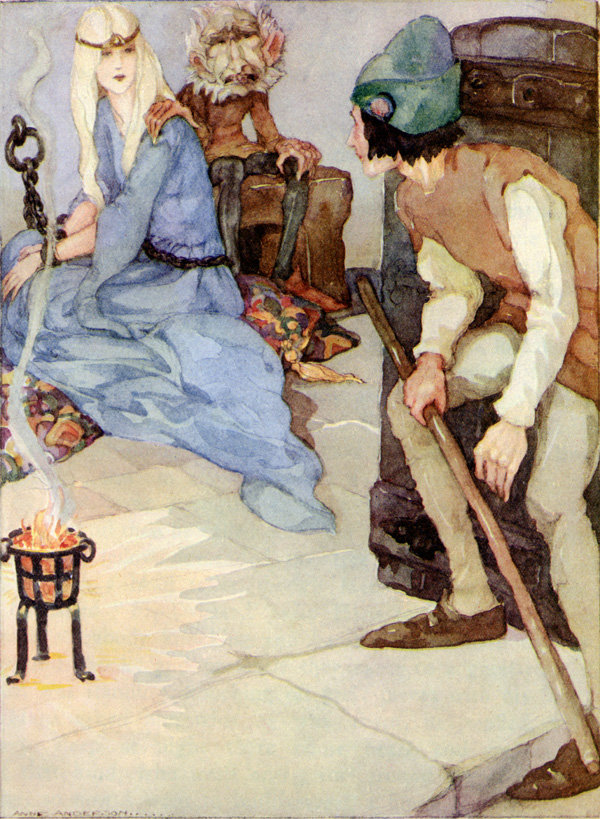
Strong Hans
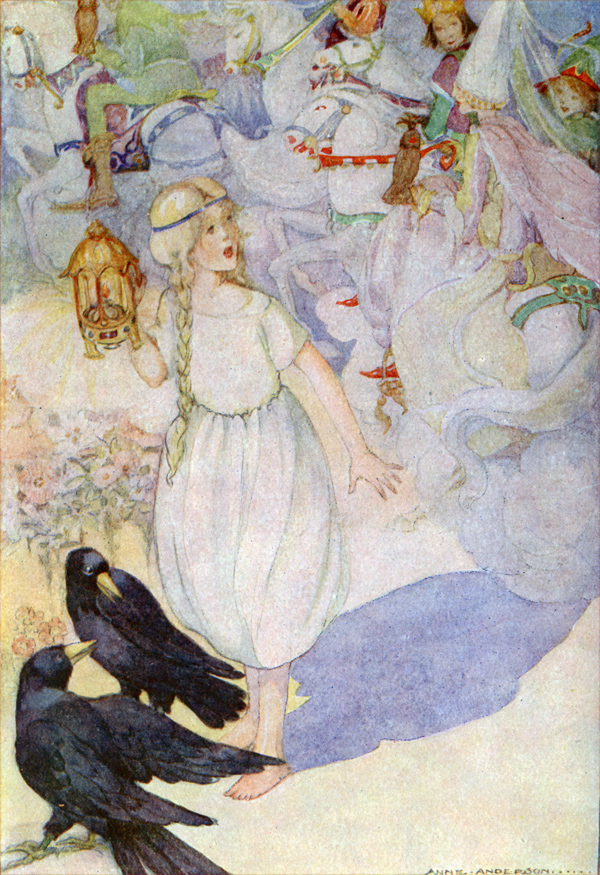
Gerda and the Ravens
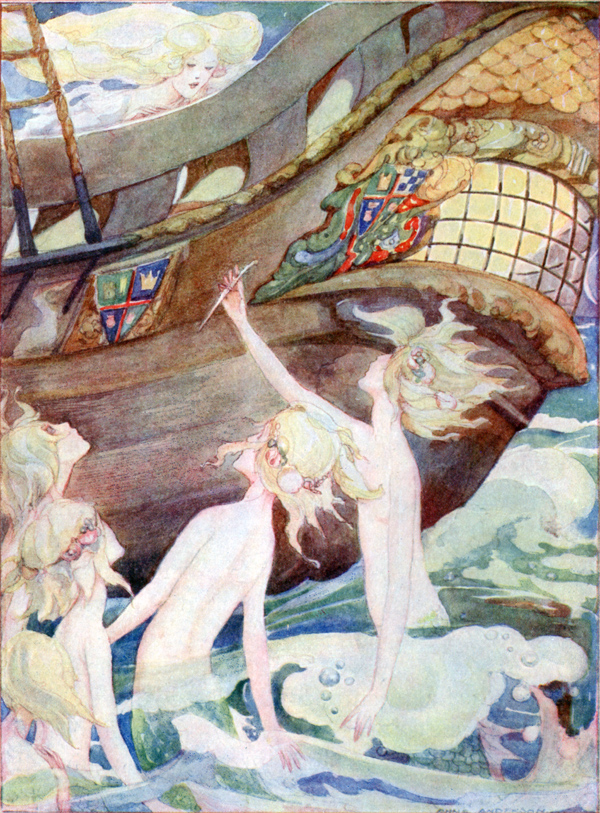
The Little Mermaid's Sisters
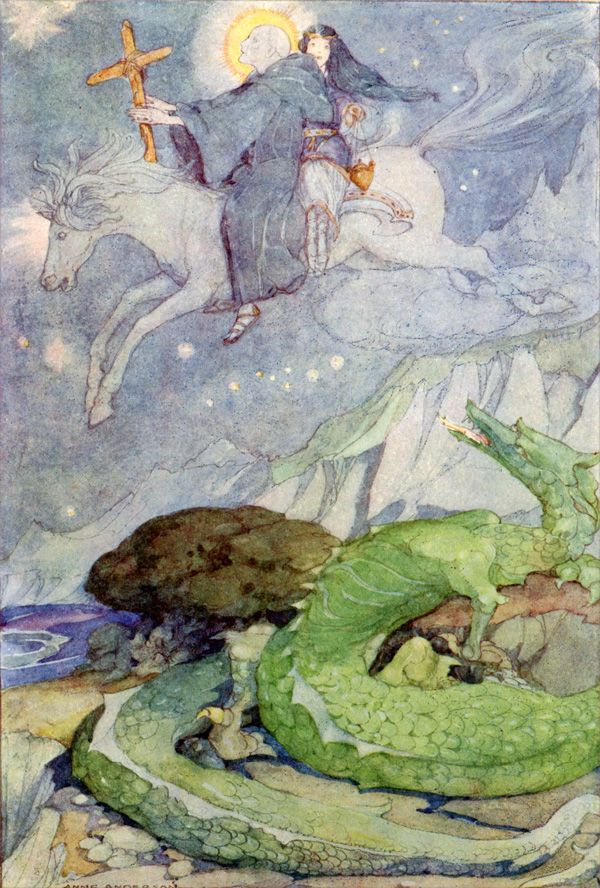
The Marsh King's Daughter

## Publicacions destacades[6]
- "The Green Book: or The Story of the Little Green Woodman" Illustrated by Anne Anderson [London: Henry Frowde and Hodder and Stoughton, 1909)
- "Aucassin and Nicolete" Translated and edited with introduction by Harold Child. Illustrated by Anne Anderson. (London: A. & C. Black, 1911)
- "The Jackie Jackdaw Book". Pictured by Anne Anderson. (Thomas Nelson and Sons, c. 1914)
- "Little Folk's Picture Story Book" Illustrated by Anne Anderson and Alan Wright (London: Thomas Nelson & Sons, 1920)
- "Fireside Stories ..." By Madeline Barnes. Illustrated by Anne Anderson. (London: Blackie & Son, 1922)
- "Grimm's Fairy Tales" Illustrated by Anne Anderson (London; Glasgow: W. Collins Sons & Co., 1922)
- "The Anne Anderson Fairy-Tale Book" (London: T. Nelson & Sons, 1923)
- "Heidi" [By Johanna Spyri] Translated by Helene S. White. Illustrations by Anne Anderson (London: G. G. Harrap & Co., 1924)
- "Hans Andersen's Fairy Tales" Illustrated by Anne Anderson (London; Glasgow: Collins' Clear-Type Press, 1924)
- "The Old Mother Goose Nursery Rhyme Book" Illustrated by Anne Anderson (London: T. Nelson & Sons, 1926)